# Stelis madsenii
Stelis madsenii är en orkidéart som beskrevs av Carlyle August Luer och Endara. Stelis madsenii ingår i släktet Stelis och familjen orkidéer. Inga underarter finns listade i Catalogue of Life.